# Arroyo Corupí
Der Arroyo Corupí ist ein Fluss in Uruguay.
Er entspringt auf dem Gebiet des Departamento Soriano einige Kilometer ostnordöstlich von Villa Darwin und mündet, nachdem er in nördliche Richtung verläuft, als linksseitiger Nebenfluss mehrere Kilometer westnordwestlich von Palmar in den Arroyo de Vera.